# 密码四大楼
密码四大楼（Maison du IV de Chiffre）是法国阿维尼翁最古老的建筑之一，位于染匠街与Guillaume Puy街转角。这是一座文艺复兴风格的建筑，建于1493年。目前被列为法国历史古迹。

## 密码四
“密码四”雕刻位于二楼的三个窗口之间。这个缩写仍然是一个谜。然而，它已被广泛应用于雕塑，挂毯，密封件，扑克牌，陶器，乐器，天主教堂，艺术家，律师，商人，织工，泥瓦匠或宝石印章。
它代表心脏、圣安德鲁十字和洛林十字。